# Трейсі Вульф
Трейсі Вульф (англ. Tracy Wolff) — відома американська письменниця, яка пише популярні романи для молодіжної аудиторії — напрямок young adult. Працює під псевдонімами Трейсі Дібс, Тесса Адамс та Іві Адамс. Основними темами її творів є кохання, паранормальні явища, фантастичні події, еротика, романтичні стосунки між закоханими тощо. Жанри — від пригодницьких бойовиків до романтичного фентезі. Сьогодні авторський доробок Трейсі Вульф налічує понад 70 романів. Серед них — кілька бестселерів USA Today та New York Times. Найпопулярніший бестселер — серія «Жага».

## Біографія
Трейсі Вульф народилась і виросла в Техасі. Літературна творчість авторки почалась досить рано. Своє перше оповідання Трейсі написала в другому класі — там було щось про веселку й принца. У 7 років майбутня письменниця познайомилась з творчістю Джуді Блюм, увійшовши в дивовижний світ жіночих персонажів. До 10 років  обдарована дівчинка прочитала всі романи й повісті для молоді, які були в місцевому книжковому магазині. Тоді мама познайомила її з любовними романами. З першої книги Трейсі зрозуміла, що знайшла те, що вона буде любити все життя.
Трейсі Вульф здобула філологічну освіту, працювала викладачем англійської мови в громадському коледжі в Техасі. Зараз авторка присвячує більшу частину свого часу написанню романів. Живе в Остіні, штат Техас, зі своєю сім'єю: чоловіком та трьома синами. Трейсі каже, що їй пощастило зустріти героя свого життя та прожити з ним у шлюбі багато років. Вона почувається щасливою, що має трьох божевільних синів, які завжди намагаються ще більше звести її з розуму своїми пустотливими діями та звичками. В Остіні Трейсі Вульф написала всі свої твори.
Коли вона не пише (а це рідкість), її можна знайти за вивченням нових рецептів, порад щодо макіяжу в інтернеті. Також авторка відвідує з синами магазини коміксів та ігор, дивиться фільми, обговорює з друзями сюжети своїх творів.

## Творчість
Перший роман Т. Вульф «Різдвяне весілля» вийшов у листопаді 2008 року. Далі була  серія дебютних романів «Ітан Фрост». Серія складається з 4 романів і розповідає про життя Ітана Фроста. Романи серії були опубліковані між 2014 і 2017 роками. Перший — «Зруйнований» вийшов 7 січня 2014 р. , останній — «Недостатній» — 17 січня 2017 р.

## Серія Crave
Серія Crave — це популярна романтична сага, яка поєднує в собі елементи паранормального роману з молодіжним фентезі. Увійшла у список бестселерів New York Times. Авторка розповідає про дівчинку-підлітка Грейс, яка після смерті батьків переїжджає до таємничої школи-інтернату на Алясці. Там вона відкриває для себе надприродний світ, наповнений вампірами, перевертнями, відьмами та гаргуйлями.
Перша книга серія Crave вийшла у квітні 2020 року, має кілька продовжень.
- Жага (7 квітня 2020 р.)
- Опір (29 вересня 2020 р.)
- Жадання (2 березня 2021 р.)
- Суд (1 лютого 2022 р.)
- Чарівність (8 листопада 2022 р.)
- Плекати (30 травня 2023 р.)
- Академія Katmere: інсайдерський посібник (23 листопада 2021 р.)

Станом на 2024 рік серія була продана тиражем понад 3,5 мільйона примірників у всьому світі та здобула величезну кількість прихильників, особливо серед шанувальників BookTok. Ще до виходу книги Universal Studios придбала права на екранізацію Crave. Екранізація була представлена як паранормальне фентезі з феміністичним об'єктивом.
У 2023-24 році три перші книги серії Т. Вульф «Жага» вийшли українською мовою. Книги випустило видавництво BookChef. Четверта частина серії готується до виходу у 2025 році. Серія «Жага» сподобається фанатам «Сутінок».

## Звинувачення в порушенні авторських прав
У 2022 році Трейсі Вульф зіткнулася з позовом від Лінн Фріман. Письменниця Фріман стверджувала, що серія Crave має суттєву схожість із її неопублікованим рукописом Blue Moon Rising, який Фрімен продала тому самому літературному агенту Емілі Сільван Кім ще у 2010 році. Фрімен вказувала на збіги в сюжеті, однакову динаміку персонажів, схожість деталей, включно з описом Аляски, надприродним романом і сценами містичних подій. Т. Вульф та її видавець Entangled Publishing спростували звинувачення, підкресливши, що творчі елементи в Crave були розроблені незалежно. Судовий процес ще триває. Суд порушив складні питання щодо оригінальності та творчого збігу в жанрі романтезі.